# Michel Goudchaux
Michel Goudchaux, född 18 mars 1797 i Nancy, död 27 december 1862 i Paris, var en fransk politiker, landets finansminister 24 februari-5 mars samt 28 juni-25 oktober 1848.
Goudchaux blev efter sin fars död 1821 chef för ett större varuhus och 1826 invald i deputeradekammaren där han slöt sig till oppositionen. Efter julirevolutionen blev han medlem i departementet Seines generalråd och därefter uppbördsman i Strasbourg, men avsattes 1834 på grund av sin opposition mot regeringen. Han blev då medarbetare på tidningen Le National där han skrev om finansiella frågor.
I 1848 års provisoriska regering tillträdde han som finansminister, men avgick efter 11 dagar, efter arbetarupproret återinträdde han som finansminister under några månader. Han valdes in i den lagstiftande församlingen 1857, men fick inte tillträda eftersom han vägrade avlägga ed på författningen.